# یزید بن مزید شیبانی
یَزید بن مَزیَد شِیبانی از سرداران و فرمانداران عرب خلافت عباسی بود که بر ارمنستان و اران و شروان و دربند قفقاز ولایت داشت. یزید بن مزید در جنگ با طوایف خزر در نواحی قفقاز کسب شهرت کرد. از نوادگان او نوزده تن در آن نواحی دودمانی از حاکمان را با نام شروان‌شاهان ادامه دادند. نوادگان یزید بعدها فرهنگ ایرانی به خود گرفته، نام‌های فارسی برای خود برگزیده و در دربارهای خود به ترویج زبان و ادب فارسی پرداختند.

## پیشینه
یزید بن مزید از اعضای عشیره شیبان بود که در منطقه دیاربکر سکونت داشتند. نام کامل وی یزید بن مزید بن زائده بن عبدالله بن زائده بن مطر بن شریک بن الصلت (که نامش عمرو بود) ابن قیس بن سرحبل بن همام بن مرّه بن ذهل بن شیبان شیبانی بود.
ابن اسفندیار در تاریخ طبرستان حکایتی آورده‌است که ونداد هرمز هنگامی که به دربار هارون‌الرشید رفت، به احترام هیچ‌کس برنخاست ولی برای یزید بن مزید از جای خود برخاست. وقتی خلیفه دلیل این کار را پرسید، گفت من دیگران را نمی‌شناسم ولی زمانی که با یزید بن مزید در حال مبارزه در شورش طبرستان بودم، مهارت او ستودنی بود و ترجیح می‌دهم اگر به کسی احترام می‌گذارم، چنین فردی باشد، حتی اگر دشمنم بوده باشد.
او برادرزاده معن بن زائده بود که به بخشندگی شهرت داشت. یزید بر ارمنستان ولایت داشت و ولایت شروان را از جانب خلیفه هارون‌الرشید به عنوان اقطاع خانوادگی دریافت داشت. (۱۸۳ ه/ ۷۹۹ م). امّا در ۱۷۳/ ۷۸۸، هارون الرشید او را معزول کرد. در ۱۸۳/ ۷۹۹ دوباره هارون ولایت ارمنستان را به او داد و آذربایجان و شروان و دربند را ضمیمه حکومتش ساخت، و این پس از آن بود که یزید در جنگ پیروزمندانه علیه ولید بن طریف شیبانی خارجی خدمات شایسته و مساعی بسیار ظاهر ساخت و او را در ۱۷۸/ ۷۹۴ به قتل رسانید. این ولید، خارجی متعصبی بود و بر هارون خروج کرد و سر به عصیان برداشت و هوادارانش در جزیره بسیار شدند و بر آن سرزمین استیلا یافت و برای مدّتی کارش بالا گرفت و نفوذش به آنجا رسید که لشکر هارون را بارها شکست داد، تا اینکه هارون یزید بن مزید را با لشکری به دفع او فرستاد، و هارون به هنگام گسیل او، ذوالفقار پیامبر اسلامی را که سپس به علی بن ابیطالب رسید، به او اعطا کرد. یزید آهنگ طریف کرد و میانشان چندین نبرد سخت از پی هم درگرفت. پس به مبارزه تن به تن پرداختند و در آن یزید بر طریف غالب گشت و پای او را قطع کرد و سپس سرش را از تن جدا ساخت. این ماجرا در ۱۷۸ و به قولی ۱۷۹/ ۷۹۵ در موضعی به نام حدیثه در سرزمین جزیره اتفاق افتاد.
هارون الرشید مقام یزید را بالا برد و در ۱۸۳/ ۷۹۹ وی را به حکومت نواحی یادشده منصوب کرد. در ۱۸۳/ ۷۹۹ یزید به آن نواحی رفت و تا هنگام مرگ در ۱۸۵/ ۸۰۱ در بردعه (پرتو) در اران ماند. گفته‌اند هنگامی که مشغول خوردن غذا بود، کنیزکی زیبا برایش هدیه آوردند، وی غذا را پس فرستاد و با کنیزک درآمیخت و آنقدر در آن کار بماند تا جان خود بر سر آن نهاد. این ماجرا در بردعه اتفاق افتاد و او را همان‌جا دفن کردند. این واقعه را ابن خلکّان از کتاب الاغانی روایت کرده‌است. در رثای او شعرا قصاید بلیغ سرودند. از یزید دو پسر به جای ماند: یکی خالد بن یزید که ممدوح ابو تمّام طائی صاحب حماسه بود، دیگری محمد بن یزید که به بخشندگی شهرت داشت.